# سنغ جشمة (صوغان)
سنغ جشمة (بالفارسية: سنگ‌چشمه) هي قرية تقع في إيران في قسم صوغان الريفي. يقدر عدد سكانها بـ 164 نسمة .